# Kazuyuki Toda
Kazuyuki Toda (戸田 和幸 Toda Kazuyuki?) (Machida, 30 de diciembre de 1977) es un exfutbolista japonés que se desempeñaba como centrocampista. Se retiró en el Warriors FC y se sacó el título de entrenador. Dirigió a la Universidad de Keiō de Japón desde febrero de 2018 hasta enero de 2019 y es actualmente director deportivo del Shibuya City.

## Trayectoria
Toda nació en Machida el 30 de diciembre de 1977. Tras graduarse en el instituto, fichó por el Shimizu S-Pulse en 1996. Jugó muchos partidos como defensa izquierdo. El club ganó la Recopa de Asia 1999-2000. En 2001, fue reconvertido a centrocampista defensivo como sucesor de Santos. El club ganó la Copa del Emperador 2001. En 2003, se trasladó a Inglaterra y fichó por el Tottenham Hotspur, pero sólo jugó cuatro partidos con el equipo,En 2004, fichó por el ADO Den Haag holandés. En julio regresó al Shimizu S-Pulse. En 2005, fichó por el Tokyo Verdy. Sin embargo, el club descendió a la J2 League y él se marchó al Sanfrecce Hiroshima en 2006. El club descendió a la J2 League y su oportunidad de jugar disminuyó en 2008, por lo que se trasladó al JEF United Chiba en junio de 2008. Hacia el final de su carrera, jugó en el Gyeongnam, el Thespa Kusatsu, el Machida Zelvia y el Warriors. Se retiró a finales de la temporada 2013.

## Selección nacional
En agosto de 1993, Toda fue seleccionado por la selección sub-17 para la Copa Mundial de Fútbol Sub-17 de 1993. Jugó los cuatro partidos. En junio de 1997, también fue seleccionado por la selección nacional sub-20 de Japón para el Campeonato Mundial Juvenil de 1997. Jugó a tiempo completo los cinco partidos como defensa izquierdo de la defensa de tres.
En febrero de 2001, Toda fue seleccionado para la Copa Confederaciones 2001. En este torneo, el 31 de mayo, debutó contra Canadá. Jugó cuatro partidos como centrocampista defensivo y Japón logró el segundo puesto. Después de este torneo, jugó la mayoría de los partidos con Japón hasta el Mundial de 2002. En el Mundial de 2002, jugó los 90 minutos en los cuatro partidos formando pareja de centrocampistas defensivos con Junichi Inamoto. Jugó 20 partidos y marcó 1 gol con Japón hasta 2002.

## Estadísticas

### Clubes
| Club                         | Div.          | Temporada     | Liga  | Liga  | Copas nacionales | Copas nacionales | Torneos internacionales | Torneos internacionales | Total | Total |
| Club                         | Div.          | Temporada     | Part. | Goles | Part.            | Goles            | Part.                   | Goles                   | Part. | Goles |
| ---------------------------- | ------------- | ------------- | ----- | ----- | ---------------- | ---------------- | ----------------------- | ----------------------- | ----- | ----- |
| Shimizu S-Pulse Japón        | 1.ª           | 1996          | 5     | 0     | 1                | 0                | —                       | —                       | 6     | 0     |
| Shimizu S-Pulse Japón        | 1.ª           | 1997          | 20    | 0     | 8                | 0                | —                       | —                       | 28    | 0     |
| Shimizu S-Pulse Japón        | 1.ª           | 1998          | 34    | 0     | 10               | 0                | —                       | —                       | 44    | 0     |
| Shimizu S-Pulse Japón        | 1.ª           | 1999          | 28    | 0     | 5                | 0                | —                       | —                       | 33    | 0     |
| Shimizu S-Pulse Japón        | 1.ª           | 2000          | 27    | 1     | 11               | 0                | —                       | —                       | 38    | 1     |
| Shimizu S-Pulse Japón        | 1.ª           | 2001          | 27    | 0     | 6                | 0                | —                       | —                       | 33    | 0     |
| Shimizu S-Pulse Japón        | 1.ª           | 2002          | 22    | 1     | 5                | 0                | 2                       | 0                       | 29    | 1     |
| Shimizu S-Pulse Japón        | 1.ª           | 2004          | 12    | 0     | 3                | 0                | —                       | —                       | 15    | 0     |
| Shimizu S-Pulse Japón        | Total         | Total         | 175   | 2     | 49               | 2                | 2                       | 0                       | 226   | 2     |
| Tottenham Hotspur Inglaterra | 1.ª           | 2002-03       | 4     | 0     | 0                | 0                | —                       | —                       | 4     | 0     |
| Tottenham Hotspur Inglaterra | 1.ª           | 2003-04       | 0     | 0     | 0                | 0                | —                       | —                       | 0     | 0     |
| Tottenham Hotspur Inglaterra | Total         | Total         | 4     | 0     | 0                | 0                | —                       | —                       | 4     | 0     |
| ADO Den Haag · Países Bajos  | 1.ª           | 2003-04       | 16    | 0     | 0                | 0                | —                       | —                       | 16    | 0     |
| ADO Den Haag · Países Bajos  | Total         | Total         | 16    | 0     | 0                | 0                | —                       | —                       | 16    | 0     |
| Tokyo Verdy Japón            | 1.ª           | 2005          | 23    | 0     | 5                | 0                | —                       | —                       | 28    | 0     |
| Tokyo Verdy Japón            | Total         | Total         | 23    | 0     | 5                | 0                | —                       | —                       | 28    | 0     |
| Sanfrecce Hiroshima Japón    | 1.ª           | 2006          | 30    | 0     | 6                | 0                | —                       | —                       | 36    | 0     |
| Sanfrecce Hiroshima Japón    | 1.ª           | 2007          | 31    | 2     | 10               | 0                | —                       | —                       | 41    | 2     |
| Sanfrecce Hiroshima Japón    | 2.ª           | 2008          | 1     | 0     | 0                | 0                | —                       | —                       | 1     | 0     |
| Sanfrecce Hiroshima Japón    | Total         | Total         | 62    | 2     | 16               | 0                | —                       | —                       | 78    | 2     |
| JEF United Chiba Japón       | 1.ª           | 2008          | 12    | 0     | 2                | 0                | —                       | —                       | 14    | 0     |
| JEF United Chiba Japón       | Total         | Total         | 12    | 0     | 2                | 0                | —                       | —                       | 14    | 0     |
| Gyeongnam FC Corea del Sur   | 1.ª           | 2009          | 6     | 0     | 2                | 0                | —                       | —                       | 8     | 0     |
| Gyeongnam FC Corea del Sur   | Total         | Total         | 6     | 0     | 2                | 0                | —                       | —                       | 8     | 0     |
| Thespakusatsu Gunma Japón    | 2.ª           | 2010          | 12    | 1     | 0                | 0                | —                       | —                       | 12    | 1     |
| Thespakusatsu Gunma Japón    | 2.ª           | 2011          | 11    | 1     | 1                | 0                | —                       | —                       | 12    | 1     |
| Thespakusatsu Gunma Japón    | Total         | Total         | 23    | 2     | 2                | 1                | —                       | —                       | 25    | 2     |
| Machida Zelvia Japón         | 2.ª           | 2012          | 2     | 0     | 0                | 0                | —                       | —                       | 2     | 0     |
| Machida Zelvia Japón         | Total         | Total         | 2     | 0     | 0                | 0                | —                       | —                       | 2     | 0     |
| Warriors Singapur            | 1.ª           | 2013          | 17    | 0     | 2                | 0                | —                       | —                       | 19    | 0     |
| Warriors Singapur            | Total         | Total         | 17    | 0     | 2                | 0                | —                       | —                       | 19    | 0     |
| Total carrera                | Total carrera | Total carrera | 340   | 6     | 77               | 0                | 2                       | 0                       | 419   | 6     |

## Palmarés
| Título             | Equipo              | País  | Año  |
| ------------------ | ------------------- | ----- | ---- |
| Copa J. League     | Shimizu S-Pulse     | Japón | 1996 |
| Supercopa de Japón | Shimizu S-Pulse     | Japón | 2001 |
| Supercopa de Japón | Shimizu S-Pulse     | Japón | 2002 |
| Supercopa de Japón | Sanfrecce Hiroshima | Japón | 2008 |
| J2 League          | Sanfrecce Hiroshima | Japón | 2008 |